# Saison 2019-2020 des Kings de Sacramento
La saison 2019-2020 des Kings de Sacramento est la 75e saison de la franchise (71e saison en NBA) et la 35e saison dans la ville de Sacramento.
À l'aube de la saison régulière, la franchise engage Luke Walton comme entraîneur principal de l'équipe. Pour l'assister, la direction signe Igor Kokoškov comme assistant.
La saison a été suspendue par les officiels de la ligue après les matchs du 11 mars  après l'annonce que Rudy Gobert était positif au COVID-19. Le 12 mars 2020, le président de la ligue Adam Silver annonce que le championnat est arrêté pour "au moins 30 jours". La franchise reprend la saison régulière le 31 juillet 2020, à Orlando.
Lors de la reprise de la saison, les Kings ne parviennent pas à se qualifier pour les playoffs, finissant 12e de la conférence Ouest. Cela prolonge leur série de 14 années sans participation aux séries éliminatoires, ce qui est un record parmi les quarts grandes ligues nord-américaines.

## Draft
| Tour | Choix | Joueur           | Poste | Nationalité | Provenance             |
| ---- | ----- | ---------------- | ----- | ----------- | ---------------------- |
| 2    | 40    | Justin James     | SG    | États-Unis  | Cowboys du Wyoming     |
| 2    | 47    | Iggy Brazdeikis  | SF    | Canada      | Wolverines du Michigan |
| 2    | 60    | Vanja Marinković | SG    | Serbie      | KK Partizan Belgrade   |

## Matchs

### Summer League
| Summer League Total: 3-5 |

| Match | Date match  | Équipe       | Score   | Meilleur marqueur    | Meilleur rebondeur  | Meilleur passeur       | Lieux Spectateurs | Série |
| ----- | ----------- | ------------ | ------- | -------------------- | ------------------- | ---------------------- | ----------------- | ----- |
| 1     | 1er juillet | Golden State | V 81-77 | Wenyen Gabriel (22)  | Wenyen Gabriel (12) | Semaj Christon (11)    | Golden 1 Center   | 1 - 0 |
| 2     | 2 juillet   | Miami        | V 88-89 | Hollis Thompson (18) | Eric Mika (14)      | Christon, Robinson (5) | Golden 1 Center   | 1 - 1 |
| 3     | 3 juillet   | L.A. Lakers  | V 97-99 | Wenyen Gabriel (16)  | Eric Mika (12)      | Semaj Christon (6)     | Golden 1 Center   | 1 - 2 |

| Match | Date match | Équipe        | Score        | Meilleur marqueur   | Meilleur rebondeur   | Meilleur passeur   | Lieux Spectateurs    | Série |
| ----- | ---------- | ------------- | ------------ | ------------------- | -------------------- | ------------------ | -------------------- | ----- |
| 1     | 6 juillet  | Chine         | V 94-77      | Kyle Guy (21)       | Eric Mika (7)        | Christon, Guy (5)  | Cox Pavilion         | 1 - 0 |
| 2     | 8 juillet  | Dallas        | V 105-101    | Milton Doyle (22)   | Semaj Christon (9)   | Semaj Christon (8) | Thomas & Mack Center | 2 - 0 |
| 3     | 9 juillet  | Houston       | D 92-94      | Kyle Guy (16)       | Hollis Thompson (8)  | Justin James (4)   | Cox Pavilion         | 2 - 1 |
| 4     | 11 juillet | L.A. Clippers | D 80-83      | Wenyen Gabriel (18) | Hollis Thompson (12) | Semaj Christon (5) | Cox Pavilion         | 2 - 2 |
| 5     | 12 juillet | Cleveland     | D 96-98 (OT) | B. J. Johnson (20)  | Brandon Ashley (12)  | Milton Doyle (7)   | Cox Pavilion         | 2 - 3 |

### Pré-saison
| Pré-saison Total: 3-2 (Domicile : 2-1; Extérieur : 1-1) |

| Match | Date match | Équipe           | Score          | Meilleur marqueur  | Meilleur rebondeur  | Meilleur passeur      | Lieux                   | Série |
| ----- | ---------- | ---------------- | -------------- | ------------------ | ------------------- | --------------------- | ----------------------- | ----- |
| 1     | 4 octobre  | Indiana          | D 131-132 (OT) | Buddy Hield (28)   | Bagley, Bjelica (5) | De'Aaron Fox (8)      | Dome at NSCI            | 0 - 1 |
| 2     | 5 octobre  | @ Indiana        | D 106-130      | Buddy Hield (17)   | Dewayne Dedmon (7)  | De'Aaron Fox (6)      | Dome at NSCI            | 0 - 2 |
| 3     | 10 octobre | Phoenix          | V 105-88       | De'Aaron Fox (18)  | Marvin Bagley (13)  | De'Aaron Fox (6)      | Golden 1 Center         | 1 - 2 |
| 4     | 14 octobre | @ Utah           | V 128-115      | Buddy Hield (23)   | Marvin Bagley (11)  | Bogdan Bogdanović (8) | Vivint Smart Home Arena | 2 - 2 |
| 5     | 16 octobre | Melbourne United | V 124-110      | Marvin Bagley (30) | Marvin Bagley (14)  | Ferrell, Hield (6)    | Golden 1 Center         | 3 - 2 |

### Matchs de préparation à Orlando avant la reprise de la saison régulière
| Matchs de préparation Total: 1-2 |

| Match | Date match | Équipe        | Score     | Meilleur marqueur      | Meilleur rebondeur | Meilleur passeur | Lieux          | Série |
| ----- | ---------- | ------------- | --------- | ---------------------- | ------------------ | ---------------- | -------------- | ----- |
| 1     | 22 juillet | Miami         | D 98-104  | Buddy Hield (19)       | Harry Giles (7)    | Yogi Ferrell (7) | HP Field House | 0 - 1 |
| 2     | 24 juillet | Milwaukee     | D 123-131 | Buddy Hield (19)       | Kent Bazemore (8)  | De'Aaron Fox (6) | The Arena      | 0 - 2 |
| 3     | 27 juillet | L.A. Clippers | V 106-102 | Bogdan Bogdanović (21) | Harry Giles (9)    | De'Aaron Fox (6) | The Arena      | 1 - 2 |

### Saison régulière
| Saison régulière Total: 31-41 (Domicile : 16-19; Extérieur : 15-22) |

| Match | Date match | Équipe    | Score     | Meilleur marqueur   | Meilleur rebondeur  | Meilleur passeur  | Lieux                      | Série |
| ----- | ---------- | --------- | --------- | ------------------- | ------------------- | ----------------- | -------------------------- | ----- |
| 1     | 23 octobre | @ Phoenix | D 95-124  | Buddy Hield (28)    | Marvin Bagley (10)  | De'Aaron Fox (5)  | Talking Stick Resort Arena | 0 - 1 |
| 2     | 25 octobre | Portland  | D 112-122 | De'Aaron Fox (28)   | Dewayne Dedmon (8)  | De'Aaron Fox (5)  | Golden 1 Center            | 0 - 2 |
| 3     | 26 octobre | @ Utah    | D 81-113  | Dewayne Dedmon (11) | Dewayne Dedmon (6)  | De'Aaron Fox (5)  | Vivint Smart Home Arena    | 0 - 3 |
| 4     | 28 octobre | Denver    | D 94-101  | Richaun Holmes (24) | Richaun Holmes (13) | De'Aaron Fox (9)  | Golden 1 Center            | 0 - 4 |
| 5     | 30 octobre | Charlotte | D 111-118 | Buddy Hield (23)    | Richaun Holmes (9)  | De'Aaron Fox (10) | Golden 1 Center            | 0 - 5 |

| Match | Date match   | Équipe         | Score         | Meilleur marqueur      | Meilleur rebondeur   | Meilleur passeur        | Lieux                 | Série  |
| ----- | ------------ | -------------- | ------------- | ---------------------- | -------------------- | ----------------------- | --------------------- | ------ |
| 6     | 1er novembre | Utah           | V 102-101     | De'Aaron Fox (25)      | Dewayne Dedmon (7)   | De'Aaron Fox (4)        | Golden 1 Center       | 1 - 5  |
| 7     | 3 novembre   | @ New York     | V 113-92      | De'Aaron Fox (24)      | Richaun Holmes (10)  | Bjelica, Fox (6)        | Madison Square Garden | 2 - 5  |
| 8     | 6 novembre   | @ Toronto      | D 120-124     | Harrison Barnes (26)   | Hield, Holmes (8)    | De'Aaron Fox (9)        | Scotiabank Arena      | 2 - 6  |
| 9     | 8 novembre   | @ Atlanta      | V 121-109     | Buddy Hield (22)       | Richaun Holmes (9)   | De'Aaron Fox (9)        | State Farm Arena      | 3 - 6  |
| 10    | 12 novembre  | Portland       | V 107-99      | Bogdan Bogdanović (25) | Nemanja Bjelica (12) | Bogdan Bogdanović (10)  | Golden 1 Center       | 4 - 6  |
| 11    | 15 novembre  | @ L.A. Lakers  | D 97-99       | Buddy Hield (21)       | Trois joueurs (8)    | Harrison Barnes (6)     | Staples Center        | 4 - 7  |
| 12    | 17 novembre  | Boston         | V 100-99      | Buddy Hield (35)       | Nemanja Bjelica (14) | Bogdan Bogdanović (10)  | Golden 1 Center       | 5 - 7  |
| 13    | 19 novembre  | Phoenix        | V 120-116     | Bogdan Bogdanović (31) | Richaun Holmes (15)  | Cory Joseph (14)        | Golden 1 Center       | 6 - 7  |
| 14    | 22 novembre  | @ Brooklyn     | D 97-116      | Harrison Barnes (18)   | Richaun Holmes (8)   | Hield, Joseph (5)       | Barclays Center       | 6 - 8  |
| 15    | 24 novembre  | @ Washington   | V 113-106     | Harrison Barnes (26)   | Nemanja Bjelica (12) | Hield, Joseph (5)       | Capital One Arena     | 7 - 8  |
| 16    | 25 novembre  | @ Boston       | D 102-103     | Buddy Hield (41)       | Nemanja Bjelica (6)  | Bogdan Bogdanović (8)   | TD Garden             | 7 - 9  |
| 17    | 27 novembre  | @ Philadelphie | D 91-97       | Buddy Hield (22)       | Harrison Barnes (9)  | Harrison Barnes (6)     | Wells Fargo Center    | 7 - 10 |
| 18    | 30 novembre  | Denver         | V 100-97 (OT) | Harrison Barnes (30)   | Nemanja Bjelica (12) | Bjelica, Bogdanović (5) | Golden 1 Center       | 8 - 10 |

| Match | Date match  | Équipe         | Score           | Meilleur marqueur      | Meilleur rebondeur  | Meilleur passeur       | Lieux                    | Série   |
| ----- | ----------- | -------------- | --------------- | ---------------------- | ------------------- | ---------------------- | ------------------------ | ------- |
| 19    | 2 décembre  | Chicago        | D 106-113       | Buddy Hield (26)       | Richaun Holmes (9)  | Cory Joseph (7)        | Golden 1 Center          | 8 - 11  |
| 20    | 4 décembre  | @ Portland     | D 116-127       | Richaun Holmes (28)    | Richaun Holmes (10) | Hield, Joseph (7)      | Moda Center              | 8 - 12  |
| 21    | 6 décembre  | @ San Antonio  | D 104-105 (OT)  | Buddy Hield (23)       | Richaun Holmes (14) | Barnes, Holmes (5)     | AT&T Center              | 8 - 13  |
| 22    | 8 décembre  | @ Dallas       | V 110-106       | Nemanja Bjelica (30)   | Richaun Holmes (9)  | Barnes, Hield (5)      | American Airlines Center | 9 - 13  |
| 23    | 9 décembre  | @ Houston      | V 119-118       | Buddy Hield (26)       | Barnes, Holmes (8)  | Trevor Ariza (7)       | Toyota Center            | 10 - 13 |
| 24    | 11 décembre | Oklahoma City  | V 94-93         | Buddy Hield (23)       | Richaun Holmes (7)  | Buddy Hield (6)        | Golden 1 Center          | 11 - 13 |
| 25    | 13 décembre | New York       | D 101-103       | Buddy Hield (34)       | Buddy Hield (12)    | Nemanja Bjelica (7)    | Golden 1 Center          | 11 - 14 |
| 26    | 15 décembre | @ Golden State | V 100-79        | Bogdan Bogdanović (25) | Marvin Bagley (6)   | Bogdanović, Joseph (5) | Chase Center             | 12 - 14 |
| 27    | 17 décembre | @ Charlotte    | D 102-110       | De'Aaron Fox (19)      | Marvin Bagley (7)   | De'Aaron Fox (8)       | Spectrum Center          | 12 - 15 |
| 28    | 20 décembre | @ Indiana      | D 105-119       | Richaun Holmes (20)    | Richaun Holmes (9)  | Fox, Hield (6)         | Bankers Life Fieldhouse  | 12 - 16 |
| 29    | 21 décembre | @ Memphis      | D 115-119       | Harrison Barnes (25)   | Richaun Holmes (12) | Barnes, Joseph (5)     | FedExForum               | 12 - 17 |
| 30    | 23 décembre | Houston        | D 104-113       | De'Aaron Fox (31)      | Richaun Holmes (13) | De'Aaron Fox (6)       | Golden 1 Center          | 12 - 18 |
| 31    | 26 décembre | Minnesota      | D 104-105 (2OT) | Richaun Holmes (20)    | Richaun Holmes (18) | Cory Joseph (7)        | Golden 1 Center          | 12 - 19 |
| 32    | 28 décembre | Phoenix        | D 110-112       | Buddy Hield (23)       | Richaun Holmes (10) | Cory Joseph (5)        | Golden 1 Center          | 12 - 20 |
| 33    | 29 décembre | @ Denver       | D 115-120       | Nemanja Bjelica (27)   | Bjelica, Holmes (7) | De'Aaron Fox (13)      | Pepsi Center             | 12 - 21 |
| 34    | 31 décembre | L.A. Clippers  | D 87-105        | Richaun Holmes (22)    | Richaun Holmes (10) | De'Aaron Fox (6)       | Golden 1 Center          | 12 - 22 |

| Match | Date match | Équipe              | Score          | Meilleur marqueur      | Meilleur rebondeur   | Meilleur passeur   | Lieux                      | Série   |
| ----- | ---------- | ------------------- | -------------- | ---------------------- | -------------------- | ------------------ | -------------------------- | ------- |
| 35    | 2 janvier  | Memphis             | V 128-123      | De'Aaron Fox (27)      | Trevor Ariza (8)     | De'Aaron Fox (9)   | Golden 1 Center            | 13 - 22 |
| 36    | 4 janvier  | La Nouvelle-Orléans | D 115-117      | Harrison Barnes (30)   | Buddy Hield (12)     | Fox, Joseph (5)    | Golden 1 Center            | 13 - 23 |
| 37    | 6 janvier  | Golden State        | V 111-98       | Fox, Hield (21)        | Nemanja Bjelica (10) | De'Aaron Fox (7)   | Golden 1 Center            | 14 - 23 |
| 38    | 7 janvier  | @ Phoenix           | V 114-103      | De'Aaron Fox (27)      | Dewayne Dedmon (10)  | De'Aaron Fox (6)   | Talking Stick Resort Arena | 15 - 23 |
| 39    | 10 janvier | Milwaukee           | D 106-127      | Barnes, Fox (19)       | Nemanja Bjelica (13) | De'Aaron Fox (10)  | Golden 1 Center            | 15 - 24 |
| 40    | 13 janvier | Orlando             | D 112-114      | Nemanja Bjelica (34)   | De'Aaron Fox (8)     | De'Aaron Fox (10)  | Golden 1 Center            | 15 - 25 |
| 41    | 15 janvier | Dallas              | D 123-127      | De'Aaron Fox (27)      | Nemanja Bjelica (12) | De'Aaron Fox (12)  | Golden 1 Center            | 15 - 26 |
| 42    | 18 janvier | @ Utah              | D 101-123      | De'Aaron Fox (21)      | Marvin Bagley (7)    | De'Aaron Fox (8)   | Vivint Smart Home Arena    | 15 - 27 |
| 43    | 20 janvier | @ Miami             | D 113-118 (OT) | Nemanja Bjelica (22)   | Marvin Bagley (15)   | De'Aaron Fox (8)   | American Airlines Arena    | 15 - 28 |
| 44    | 22 janvier | @ Détroit           | D 106-127      | De'Aaron Fox (22)      | Dewayne Dedmon (10)  | Bjelica, Hield (5) | Little Caesars Arena       | 15 - 29 |
| 45    | 24 janvier | @ Chicago           | V 98-81        | Buddy Hield (21)       | Buddy Hield (8)      | De'Aaron Fox (7)   | United Center              | 16 - 29 |
| 46    | 27 janvier | @ Minnesota         | V 133-129      | Buddy Hield (42)       | Nemanja Bjelica (9)  | Bjelica, Fox (8)   | Target Center              | 17 - 29 |
| 47    | 29 janvier | Oklahoma City       | D 100-120      | Bogdan Bogdanović (23) | Dewayne Dedmon (7)   | Bjelica, Fox (5)   | Golden 1 Center            | 17 - 30 |
| 48    | 30 janvier | @ L.A. Clippers     | V 124-103      | De'Aaron Fox (34)      | Dewayne Dedmon (11)  | De'Aaron Fox (8)   | Staples Center             | 18 - 30 |

| Match                  | Date match  | Équipe          | Score     | Meilleur marqueur      | Meilleur rebondeur   | Meilleur passeur    | Lieux                    | Série   |
| ---------------------- | ----------- | --------------- | --------- | ---------------------- | -------------------- | ------------------- | ------------------------ | ------- |
| 49                     | 1er février | L.A. Lakers     | D 113-129 | De'Aaron Fox (24)      | Harry Giles (8)      | Fox, Joseph (5)     | Golden 1 Center          | 18 - 31 |
| 50                     | 3 février   | Minnesota       | V 113-109 | De'Aaron Fox (31)      | Dewayne Dedmon (12)  | Harrison Barnes (7) | Golden 1 Center          | 19 - 31 |
| 51                     | 7 février   | Miami           | V 105-97  | Bogdan Bogdanović (23) | Buddy Hield (7)      | Bjelica, Fox (8)    | Golden 1 Center          | 20 - 31 |
| 52                     | 8 février   | San Antonio     | V 122-102 | Buddy Hield (31)       | Harry Giles (12)     | Fox, Hield (5)      | Golden 1 Center          | 21 - 31 |
| 53                     | 10 février  | @ Milwaukee     | D 111-123 | Harrison Barnes (23)   | Bjelica, Fox (8)     | De'Aaron Fox (11)   | Fiserv Forum             | 21 - 32 |
| 54                     | 12 février  | @ Dallas        | D 129-125 | Buddy Hield (22)       | Trois joueurs (7)    | Buddy Hield (9)     | American Airlines Center | 21 - 33 |
| NBA All-Star Game 2020 |             |                 |           |                        |                      |                     |                          |         |
| 55                     | 20 février  | Memphis         | V 129-125 | Harrison Barnes (32)   | Nemanja Bjelica (6)  | Nemanja Bjelica (5) | Golden 1 Center          | 22 - 33 |
| 56                     | 22 février  | @ L.A. Clippers | V 112-103 | Kent Bazemore (23)     | Harry Giles (12)     | De'Aaron Fox (8)    | Staples Center           | 23 - 33 |
| 57                     | 25 février  | @ Golden State  | V 112-94  | Barnes, Fox (21)       | Kent Bazemore (10)   | Bjelica, Fox (5)    | Chase Center             | 24 - 33 |
| 58                     | 27 février  | @ Oklahoma City | D 108-112 | Harrison Barnes (21)   | Alex Len (11)        | Cory Joseph (11)    | Chesapeake Energy Arena  | 24 - 34 |
| 59                     | 28 février  | @ Memphis       | V 104-101 | De'Aaron Fox (25)      | Nemanja Bjelica (11) | De'Aaron Fox (5)    | FedExForum               | 25 - 34 |

| Match | Date match | Équipe       | Score     | Meilleur marqueur      | Meilleur rebondeur   | Meilleur passeur  | Lieux           | Série   |
| ----- | ---------- | ------------ | --------- | ---------------------- | -------------------- | ----------------- | --------------- | ------- |
| 60    | 1er mars   | Détroit      | V 106-100 | De'Aaron Fox (23)      | Alex Len (13)        | De'Aaron Fox (7)  | Golden 1 Center | 26 - 34 |
| 61    | 3 mars     | Washington   | V 133-126 | De'Aaron Fox (31)      | Nemanja Bjelica (7)  | Cinq joueurs (4)  | Golden 1 Center | 27 - 34 |
| 62    | 5 mars     | Philadelphie | D 108-125 | De'Aaron Fox (23)      | Kent Bazemore (9)    | De'Aaron Fox (7)  | Golden 1 Center | 27 - 35 |
| 63    | 7 mars     | @ Portland   | V 123-111 | Bogdan Bogdanović (27) | Richaun Holmes (8)   | De'Aaron Fox (11) | Moda Center     | 28 - 35 |
| 64    | 8 mars     | Toronto      | D 113-118 | De'Aaron Fox (28)      | Nemanja Bjelica (10) | Cory Joseph (6)   | Golden 1 Center | 28 - 36 |

| Match | Date match | Équipe                | Score | Meilleur marqueur | Meilleur rebondeur | Meilleur passeur | Lieux                      | Série |
| ----- | ---------- | --------------------- | ----- | ----------------- | ------------------ | ---------------- | -------------------------- | ----- |
| -     | Annulé     | La Nouvelle-Orléans   |       |                   |                    |                  | Golden 1 Center            | -     |
| -     | Annulé     | Brooklyn              |       |                   |                    |                  | Golden 1 Center            | -     |
| -     | Annulé     | Dallas                |       |                   |                    |                  | Golden 1 Center            | -     |
| -     | Annulé     | @ Houston             |       |                   |                    |                  | Toyota Center              | -     |
| -     | Annulé     | @ Orlando             |       |                   |                    |                  | Amway Center               | -     |
| -     | Annulé     | @ La Nouvelle-Orléans |       |                   |                    |                  | Smoothie King Center       | -     |
| -     | Annulé     | @ Cleveland           |       |                   |                    |                  | Rocket Mortgage FieldHouse | -     |
| -     | Annulé     | Atlanta               |       |                   |                    |                  | Golden 1 Center            | -     |
| -     | Annulé     | Indiana               |       |                   |                    |                  | Golden 1 Center            | -     |
| -     | Annulé     | San Antonio           |       |                   |                    |                  | Golden 1 Center            | -     |
| -     | Annulé     | L.A. Clippers         |       |                   |                    |                  | Golden 1 Center            | -     |
| -     | Annulé     | L.A. Lakers           |       |                   |                    |                  | Golden 1 Center            | -     |
| -     | Annulé     | Cleveland             |       |                   |                    |                  | Golden 1 Center            | -     |
| -     | Annulé     | @ San Antonio         |       |                   |                    |                  | AT&T Center                | -     |
| -     | Annulé     | @ Minnesota           |       |                   |                    |                  | Golden 1 Center            | -     |
| -     | Annulé     | @ Denver              |       |                   |                    |                  | Pepsi Center               | -     |
| -     | Annulé     | @ L.A. Lakers         |       |                   |                    |                  | Staples Center             | -     |
| -     | Annulé     | Golden State          |       |                   |                    |                  | Golden 1 Center            | -     |

| Match | Date match | Équipe        | Score     | Meilleur marqueur | Meilleur rebondeur | Meilleur passeur | Lieux                | Série   |
| ----- | ---------- | ------------- | --------- | ----------------- | ------------------ | ---------------- | -------------------- | ------- |
| 65    | 31 juillet | @ San Antonio | D 120-129 | De'Aaron Fox (39) | Kent Bazemore (11) | De'Aaron Fox (6) | Visa Athletic Center | 28 - 37 |

| Match | Date match | Équipe        | Score          | Meilleur marqueur      | Meilleur rebondeur   | Meilleur passeur      | Lieux              | Série   |
| ----- | ---------- | ------------- | -------------- | ---------------------- | -------------------- | --------------------- | ------------------ | ------- |
| 66    | 2 août     | @ Orlando     | D 116-132      | Harry Giles (23)       | Harry Giles (8)      | Cory Joseph (6)       | The Field House    | 28 - 38 |
| 67    | 4 août     | Dallas        | D 110-114 (OT) | De'Aaron Fox (28)      | Nemanja Bjelica (13) | De'Aaron Fox (9)      | The Field House    | 28 - 39 |
| 68    | 6 août     | New Orleans   | V 140-125      | Bogdan Bogdanović (35) | Barnes, Len (6)      | De'Aaron Fox (10)     | The Field House    | 29 - 39 |
| 69    | 7 août     | @ Brooklyn    | D 106-119      | Bogdan Bogdanović (27) | Alex Len (11)        | De'Aaron Fox (7)      | AdventHealth Arena | 29 - 40 |
| 70    | 9 août     | Houston       | D 112-129      | De'Aaron Fox (26)      | Harrison Barnes (10) | De'Aaron Fox (9)      | The Field House    | 29 - 41 |
| 71    | 11 août    | New Orleans   | V 112-106      | Harrison Barnes (25)   | Harry Giles (11)     | Bogdan Bogdanović (7) | AdventHealth Arena | 30 - 41 |
| 72    | 13 août    | @ L.A. Lakers | V 136-122      | Buddy Hield (28)       | Bjelica, Parker (8)  | Nemanja Bjelica (13)  | The Field House    | 31 - 41 |

### Confrontations en saison régulière
| Conférence Est      | Conférence Est                              | Conférence Est                              | Conférence Ouest                            | Conférence Ouest                            | Conférence Ouest                            | Conférence Ouest                            | Conférence Ouest                            |
| Division Atlantique | Division Atlantique                         | Division Atlantique                         | Division Nord-Ouest                         | Division Nord-Ouest                         | Division Nord-Ouest                         | Division Nord-Ouest                         | Division Nord-Ouest                         |
| Équipe              | Domicile                                    | Extérieur                                   | Équipe                                      | Domicile                                    | Domicile                                    | Extérieur                                   | Extérieur                                   |
| ------------------- | ------------------------------------------- | ------------------------------------------- | ------------------------------------------- | ------------------------------------------- | ------------------------------------------- | ------------------------------------------- | ------------------------------------------- |
| Boston              | 100-99                                      | 102-103                                     | Denver                                      | 94-101                                      | 100-97 (OT)                                 | 115-120                                     |                                             |
| Brooklyn            |                                             | 97-116                                      | Minnesota                                   | 104-105 (2OT)                               | 113-109                                     | 133-129                                     |                                             |
| New York            | 101-103                                     | 113-92                                      | Oklahoma City                               | 94-93                                       | 100-120                                     | 108-112                                     |                                             |
| Philadelphie        | 108-125                                     | 91-97                                       | Portland                                    | 112-122                                     | 107-99                                      | 116-127                                     | 123-111                                     |
| Toronto             | 113-118                                     | 120-124                                     | Utah                                        | 102-101                                     |                                             | 81-113                                      | 101-123                                     |
| Matchs à Orlando    |                                             |                                             |                                             |                                             |                                             |                                             |                                             |
| Brooklyn            |                                             | 106-119                                     |                                             |                                             |                                             |                                             |                                             |
|                     | 1–3                                         | 1–5                                         |                                             | 5–4                                         | 5–4                                         | 2–5                                         | 2–5                                         |
| Division            | 2–8                                         | 2–8                                         | Division                                    | 7–9                                         | 7–9                                         | 7–9                                         | 7–9                                         |
| Division Centrale   | Division Centrale                           | Division Centrale                           | Division Pacifique                          | Division Pacifique                          | Division Pacifique                          | Division Pacifique                          | Division Pacifique                          |
| Équipe              | Domicile                                    | Extérieur                                   | Équipe                                      | Domicile                                    | Domicile                                    | Extérieur                                   | Extérieur                                   |
| Chicago             | 106-113                                     | 98-81                                       | Golden State                                | 111-98                                      |                                             | 100-79                                      | 112-94                                      |
| Cleveland           |                                             |                                             | L.A. Clippers                               | 87-105                                      |                                             | 124-103                                     | 112-103                                     |
| Detroit             | 106-100                                     | 106-127                                     | L.A. Lakers                                 | 113-129                                     |                                             | 97-99                                       |                                             |
| Indiana             |                                             | 105-119                                     | Phoenix                                     | 120-116                                     | 110-112                                     | 95-124                                      | 114-103                                     |
| Milwaukee           | 106-127                                     | 111-123                                     |                                             |                                             |                                             |                                             |                                             |
| Matchs à Orlando    |                                             |                                             |                                             |                                             |                                             |                                             |                                             |
|                     |                                             |                                             | L.A. Lakers                                 |                                             |                                             | 136-122                                     |                                             |
|                     | 1–2                                         | 1–3                                         |                                             | 2–3                                         | 2–3                                         | 6–2                                         | 6–2                                         |
| Division            | 2–5                                         | 2–5                                         | Division                                    | 8–5                                         | 8–5                                         | 8–5                                         | 8–5                                         |
| Division Sud-Est    | Division Sud-Est                            | Division Sud-Est                            | Division Sud-Ouest                          | Division Sud-Ouest                          | Division Sud-Ouest                          | Division Sud-Ouest                          | Division Sud-Ouest                          |
| Équipe              | Domicile                                    | Extérieur                                   | Équipe                                      | Domicile                                    | Domicile                                    | Extérieur                                   | Extérieur                                   |
| Atlanta             |                                             | 121-109                                     | Dallas                                      | 123-127                                     |                                             | 110-106                                     | 111-130                                     |
| Charlotte           | 111-118                                     | 102-110                                     | Houston                                     | 104-113                                     |                                             | 119-118                                     |                                             |
| Miami               | 105-97                                      | 113-118 (OT)                                | Memphis                                     | 128-123                                     | 129-125                                     | 115-119                                     | 104-101                                     |
| Orlando             | 112-114                                     |                                             | New Orleans                                 | 115-117                                     |                                             |                                             |                                             |
| Washington          | 133-126                                     | 113-106                                     | San Antonio                                 | 122-102                                     |                                             | 104-105 (OT)                                |                                             |
| Matchs à Orlando    |                                             |                                             |                                             |                                             |                                             |                                             |                                             |
| Orlando             |                                             | 116-132                                     | Dallas                                      | 110-114 (OT)                                |                                             |                                             |                                             |
|                     |                                             |                                             | Houston                                     | 112-129                                     |                                             |                                             |                                             |
|                     |                                             |                                             | New Orleans                                 | 140-125                                     | 112-106                                     |                                             |                                             |
|                     |                                             |                                             | San Antonio                                 |                                             |                                             | 120-129                                     |                                             |
|                     | 2–2                                         | 2–3                                         |                                             | 5–5                                         | 5–5                                         | 3–4                                         | 3–4                                         |
| Division            | 4–5                                         | 4–5                                         | Division                                    | 8–9                                         | 8–9                                         | 8–9                                         | 8–9                                         |
| Conférence          | 8–18 (Domicile : 4–7; Extérieur : 4–11)     | 8–18 (Domicile : 4–7; Extérieur : 4–11)     | Conférence                                  | 23–23 (Domicile : 12–12; Extérieur : 11–11) | 23–23 (Domicile : 12–12; Extérieur : 11–11) | 23–23 (Domicile : 12–12; Extérieur : 11–11) | 23–23 (Domicile : 12–12; Extérieur : 11–11) |
| Total               | 31–41 (Domicile : 16–19; Extérieur : 15–22) | 31–41 (Domicile : 16–19; Extérieur : 15–22) | 31–41 (Domicile : 16–19; Extérieur : 15–22) | 31–41 (Domicile : 16–19; Extérieur : 15–22) | 31–41 (Domicile : 16–19; Extérieur : 15–22) | 31–41 (Domicile : 16–19; Extérieur : 15–22) | 31–41 (Domicile : 16–19; Extérieur : 15–22) |

## Classements de la saison régulière
| Conférence Ouest | Conférence Ouest                | Conférence Ouest | Conférence Ouest | Conférence Ouest | Conférence Ouest | Conférence Ouest | Conférence Ouest |
| No               | Franchise                       | Vic.             | Def.             | MJ               | V/D              | GB               |                  |
| ---------------- | ------------------------------- | ---------------- | ---------------- | ---------------- | ---------------- | ---------------- | ---------------- |
| 1                | Lakers de Los Angeles           | 52               | 19               | 71               | .732             | –                |                  |
| 2                | Clippers de Los Angeles         | 49               | 23               | 72               | .681             | 3.5              |                  |
| 3                | Nuggets de Denver               | 46               | 27               | 73               | .630             | 7                |                  |
| 4                | Rockets de Houston              | 44               | 28               | 72               | .611             | 8.5              |                  |
| 5                | Thunder d'Oklahoma City         | 44               | 28               | 72               | .611             | 8.5              |                  |
| 6                | Jazz de l'Utah                  | 44               | 28               | 72               | .611             | 8.5              |                  |
| 7                | Mavericks de Dallas             | 43               | 32               | 75               | .573             | 11               |                  |
| 8                | Trail Blazers de Portland (PI)  | 35               | 39               | 74               | .473             | 18.5             |                  |
|                  |                                 |                  |                  |                  |                  |                  |                  |
| 9                | Grizzlies de Memphis (PI)       | 34               | 39               | 73               | .466             | 19               |                  |
| 10               | Suns de Phoenix                 | 34               | 39               | 73               | .466             | 19               |                  |
| 11               | Spurs de San Antonio            | 32               | 39               | 71               | .451             | 20               |                  |
| 12               | Kings de Sacramento             | 31               | 41               | 72               | .431             | 21.5             |                  |
| 13               | Pelicans de La Nouvelle-Orléans | 30               | 42               | 72               | .417             | 22.5             |                  |
| 14               | Timberwolves du Minnesota       | 19               | 45               | 64               | .297             | 29.5             |                  |
| 15               | Warriors de Golden State        | 15               | 50               | 65               | .231             | 34               |                  |

| Division Pacifique       | V  | D  | MJ | V/D  | GB   | Dom   | Ext   | Div  |
| ------------------------ | -- | -- | -- | ---- | ---- | ----- | ----- | ---- |
| Lakers de Los Angeles    | 52 | 19 | 71 | .732 | –    | 25–10 | 27–9  | 10–3 |
| Clippers de Los Angeles  | 49 | 23 | 72 | .681 | 3.5  | 27–9  | 22–14 | 8–6  |
| Suns de Phoenix          | 34 | 39 | 73 | .466 | 19   | 17–22 | 17–17 | 6–9  |
| Kings de Sacramento      | 31 | 41 | 72 | .431 | 21.5 | 16–19 | 15–22 | 8–5  |
| Warriors de Golden State | 15 | 50 | 65 | .231 | 34   | 8–26  | 7–24  | 2–11 |

## Effectif

### Effectif actuel
| Kings de Sacramento Effectif en fin de saison                  |    |                        |                          |                |
| Entraîneur : Luke Walton                                       |    |                        |                          |                |
| Ailier fort                                                    | 35 | Drapeau des États-Unis | Marvin Bagley            | Duke           |
| Ailier / Ailier fort                                           | 40 | Drapeau des États-Unis | Harrison Barnes          | North Carolina |
| Arrière / Ailier                                               | 26 | Drapeau des États-Unis | Kent Bazemore            | Old Dominion   |
| Ailier fort                                                    | 88 | Drapeau de la Serbie   | Nemanja Bjelica          | Fenerbahçe SK  |
| Arrière                                                        | 8  | Drapeau de la Serbie   | Bogdan Bogdanovic        | Fenerbahçe SK  |
| Ailier                                                         | 13 | Drapeau des États-Unis | Corey Brewer             | Florida        |
| Meneur                                                         | 3  | Drapeau des États-Unis | Yogi Ferrell             | Indiana        |
| Meneur                                                         | 5  | Drapeau des États-Unis | De'Aaron Fox             | Kentucky       |
| Ailier fort / Pivot                                            | 20 | Drapeau des États-Unis | Harry Giles              | Duke           |
| Arrière                                                        | 7  | Drapeau des États-Unis | Kyle Guy (R) (TW)        | Virginia       |
| Arrière                                                        | 24 | Drapeau des Bahamas    | Buddy Hield              | Oklahoma       |
| Pivot                                                          | 22 | Drapeau des États-Unis | Richaun Holmes           | Bowling Green  |
| Arrière / Ailier                                               | 10 | Drapeau des États-Unis | Justin James (R)         | Wyoming        |
| Arrière / Ailier                                               | 19 | Drapeau des États-Unis | DaQuan Jeffries (R) (TW) | Tulsa          |
| Meneur / Arrière                                               | 9  | Drapeau du Canada      | Cory Joseph              | Texas          |
| Pivot                                                          | 25 | Drapeau de l'Ukraine   | Alex Len                 | Maryland       |
| Ailier / Ailier fort                                           | 33 | Drapeau des États-Unis | Jabari Parker            | Duke           |
| (C) - Capitaine, (R) - Rookie, (TW) - Two-way contract, Blessé |    |                        |                          |                |

## Transactions
Le détail des différents contrats signés par l'équipe est disponible dans la section supérieure des contrats des joueurs, avec les montants des salaires.

### Échanges
| Juin       | Juin | Juin                                                                                              | Juin  |
| ---------- | --- | ------------------------------------------------------------------------------------------------- | ----- |
| 21 juin    | Vers Kings de Sacramento - Droits sur Kyle Guy (#55) - Compensation financière de 1 000 000 $                                                       | Vers Knicks de New York - Droits sur Iggy Brazdeikis (#47)                                        | [ 5 ] |
| Janvier    | |                                                                                                   |       |
| 21 janvier | Vers les Kings de Sacramento - Kent Bazemore - Anthony Tolliver - Second tour de draft 2024 (de Portland) - Second tour de draft 2025 (de Portland) | Vers les Trail Blazers de Portland - Trevor Ariza - Wenyen Gabriel - Caleb Swanigan               | [ 6 ] |
| Février    | |                                                                                                   |       |
| 6 février  | Vers les Kings de Sacramento - Alex Len - Jabari Parker                                                                                             | Vers les Hawks d'Atlanta - Dewayne Dedmon - Second tour de draft 2020 - Second tour de draft 2021 | [ 7 ] |

### Joueurs qui re-signent
| Date       | Joueur          |
| ---------- | --------------- |
| 08/07/2019 | Harrison Barnes |

### Options dans les contrats
| Date       | Joueur          | Option                                                                              |
| ---------- | --------------- | ----------------------------------------------------------------------------------- |
| 18/06/2019 | Harrison Barnes | Harrison Barnes décline son option joueur de 25 102 513 $ pour la saison 2019-2020. |
| 31/10/2019 | Harry Giles     | Sacramento décline son option d'équipe de 3 976 510 $ pour la saison 2020-2021.     |
| 31/10/2019 | Caleb Swanigan  | Sacramento décline son option d'équipe de 3 665 787 $ pour la saison 2020-2021.     |

### Changement d’entraîneur
| Date       | Ancien entraîneur | Raison départ | Date de signature | Nouvel entraîneur | Provenance            |
| ---------- | ----------------- | ------------- | ----------------- | ----------------- | --------------------- |
| 11/04/2019 | David Joerger     | Licencié      | 14/04/2019        | Luke Walton       | Lakers de Los Angeles |

## Arrivées

### Draft
| Date       | Joueur             | Provenance                |
| ---------- | ------------------ | ------------------------- |
| 10/07/2019 | Justin James (#40) | Cowboys du Wyoming (NCAA) |

### Agents libres
| Date       | Joueur          | Provenance                                       |
| ---------- | --------------- | ------------------------------------------------ |
| 06/07/2019 | Cory Joseph     | Pacers de l'Indiana                              |
| 07/07/2019 | Trevor Ariza    | Wizards de Washington                            |
| 08/07/2019 | Dewayne Dedmon  | Hawks d'Atlanta                                  |
| 16/07/2019 | Richaun Holmes  | Suns de Phoenix                                  |
| 17/07/2019 | Tyler Lydon     | Nuggets de Denver                                |
| 29/07/2019 | Isaiah Pineiro  | San Diego Toreros (NCAA)                         |
| 20/08/2019 | Eric Mika       | Medi Bayreuth                                    |
| 24/09/2019 | Tyler Ulis      | Bulls de Chicago                                 |
| 11/10/2019 | Hollis Thompson | Crailsheim Merlins                               |
| 21/10/2019 | Wenyen Gabriel  | Kings de Sacramento (Two-way contract)           |
| 23/06/2020 | Corey Brewer    | Kings de Sacramento (Libre depuis le 30/06/2019) |

### Contrats de 10 jours
| Date       | Joueur    | Provenance                   |
| ---------- | --------- | ---------------------------- |
| 01/02/2020 | Eric Mika | Kings de Stockton (G League) |

### Two-way contracts
| Date       | Joueur          | Provenance                            |
| ---------- | --------------- | ------------------------------------- |
| 07/07/2019 | Kyle Guy (#55)  | Cavaliers de la Virginie (NCAA)       |
| 21/10/2019 | DaQuan Jeffries | Magic d'Orlando (Claimed off waivers) |

## Départs

### Agents libres
| Date       | Joueur              | Nouvelle équipe ¹        |
| ---------- | ------------------- | ------------------------ |
| 01/07/2019 | Corey Brewer        | Kings de Sacramento      |
| 01/07/2019 | Alec Burks          | Warriors de Golden State |
| 01/07/2019 | Willie Cauley-Stein | Warriors de Golden State |
| 01/07/2019 | Kosta Koufos        | CSKA Moscou              |
| 01/07/2019 | Ben McLemore        | Rockets de Houston       |
| 01/07/2019 | Troy Williams       | Suns de Phoenix          |

### Joueurs coupés
| Date       | Joueur           | Nouvelle équipe ¹    |
| ---------- | ---------------- | -------------------- |
| 04/07/2019 | Frank Mason      | Bucks de Milwaukee   |
| 19/07/2019 | B. J. Johnson    | Magic d'Orlando      |
| 06/02/2020 | Eric Mika        |                      |
| 29/02/2020 | Anthony Tolliver | Grizzlies de Memphis |

¹ Il s'agit de l’équipe pour laquelle le joueur a signé après son départ, il a pu entre-temps changer d'équipe ou encore de pays.

### Joueurs non retenus au training camp
Liste des joueurs non retenus pour commencer la saison NBA.
| Joueur          |
| --------------- |
| Tyler Lydon     |
| Eric Mika       |
| Isaiah Piñeiro  |
| Hollis Thompson |
| Tyler Ulis      |

## Situation à la fin de la saison

### Joueurs "agents libres"
| Joueur            | Fin de saison         |
| ----------------- | --------------------- |
| Kent Bazemore     | Agent libre           |
| Bogdan Bogdanović | Agent libre restreint |
| Corey Brewer      | Agent libre           |
| Yogi Ferrell      | Agent libre           |
| Harry Giles       | Agent libre           |
| DaQuan Jeffries   | Agent libre restreint |
| Alex Len          | Agent libre           |

### Options en fin de saison
| Joueur        | Fin de saison  |
| ------------- | -------------- |
| Jabari Parker | Option joueur. |